# Masafumi Hara
Masafumi Hara (* 21. prosinec 1943) je bývalý japonský fotbalista.

## Klubová kariéra
Hrával za Nippon Steel.

## Reprezentační kariéra
Masafumi Hara odehrál za japonský národní tým v roce 1970 celkem 5 reprezentačních utkání.

## Statistiky
| Japonsko | Japonsko | Japonsko |
| Roky     | Záp.     | Góly     |
| -------- | -------- | -------- |
| 1970     | 5        | 0        |
| Celkem   | 5        | 0        |